# Epitonium textimattum
Epitonium textimattum is een slakkensoort uit de familie van de Epitoniidae. De wetenschappelijke naam van de soort is voor het eerst geldig gepubliceerd in 1977 door DuShane.